# Кучерук Володимир Юрійович
Володи́мир Юрійович Кучеру́к (*16 жовтня 1968) — доктор технічних наук, професор.

## Життєпис
Народився 16 жовтня 1968 року у Вінниці. Закінчив Вінницький політехнічний інститут у 1991 році за спеціальністю «Автоматика та телемеханіка».

## Наукова і професійна діяльність
У 1995 році захистив дисертацію на здобуття наукового ступеня кандидата технічних наук на тему «Розробка та дослідження інформаційно-вимірювальної системи механічних характеристик електричних машин» (05.11.16 Інформаційно-вимірювальні системи). Доцент кафедри метрології та промислової автоматики (МПА) з 2001 року. У 2006 році захистив дисертацію на здобуття наукового ступеня доктора технічних наук на тему «Інформаційно-вимірювальні системи технічної діагностики електромеханічних перетворювачів енергії» (05.11.16 Інформаційно-вимірювальні системи). В 2006—2010 роках працював на посаді професора кафедри МПА. З 2010 року — завідувач кафедри МПА.
Член експертної ради Державної акредитаційної комісії України з напряму природничих та математичних наук (2012—2015 рр). Член двох спеціалізованих вчених рад по захисту кандидатських та докторських дисертацій. Член науково-методичної підкомісії Міністерства освіти і науки України з напряму підготовки «Метрологія та інформаційно-вимірювальні технології» (2010—2016 рр.). З березня 2016 року член науково-методичної комісії з інформаційних технологій, автоматизації та телекомунікацій (Підкомісія за спеціальністю 152 «Метрологія та вимірювальна техніка»). Академік Академії Метрології України.

## Почесні нагороди
Нагороджений: почесною грамотою Вінницької обласної державної адміністрації за вагомий особистий внесок у справу навчання і виховання студентської молоді, підготовку висококваліфікованих спеціалістів; подякою Міністерства освіти і науки України за багаторічну сумлінну працю, вагомий особистий внесок у підготовку висококваліфікованих спеціалістів та плідну науково-педагогічну діяльність.

## Наукові праці
http://kucheruk.vk.vntu.edu.ua/pub [Архівовано 27 вересня 2016 у Wayback Machine.]